# Werner Eisbrenner
Werner Eisbrenner, född 8 december 1908 i Berlin, död 7 november 1981 i samma stad, var en tysk kompositör som var känd för sin filmmusik under flera decennier. 1974 tilldelades han Filmband in Gold för sina långvariga insatser till den tyska filmen.

## Filmmusik, urval
- 1936 – Donogoo Tonka
- 1938 – Anna Favetti
- 1943 – Det gåtfulla leendet
- 1943 – Titanic
- 1944 – Människor i hamn
- 1945 – Das Mädchen Juanita
- 1947 – Möte på hotell
- 1947 – Razzia
- 1948 – Livet tillhör oss
- 1948 – Berliner-ballad
- 1953 – Så länge du är min
- 1955 – Barn, mödrar och en general
- 1959 – Buddenbrooks – en familjs ära och förfall
- 1960 – Det sista vittnet